# Ahmad Riaz
Ahmad Riaz, född den 11 september 1941 i Rawalpindi, Pakistan, är en pakistansk landhockeyspelare.
Han tog OS-guld i herrarnas landhockeyturnering i samband med de olympiska sommarspelen 1968 i Mexico City.
Därefter tog han OS-silver i samma gren i samband med de olympiska sommarspelen 1972 i München.